# 盖尔盖伊·拉斯洛
盖尔盖伊·拉斯洛（匈牙利語：Gergely László，1941年10月28日—），罗马尼亚男子足球运动员，司职后卫。他曾代表罗马尼亚国家队参加1970年国际足联世界杯，结果队伍止步小组赛阶段。